# Linnuse (Muhu)
Koordinaten: 58° 35′ N, 23° 11′ O

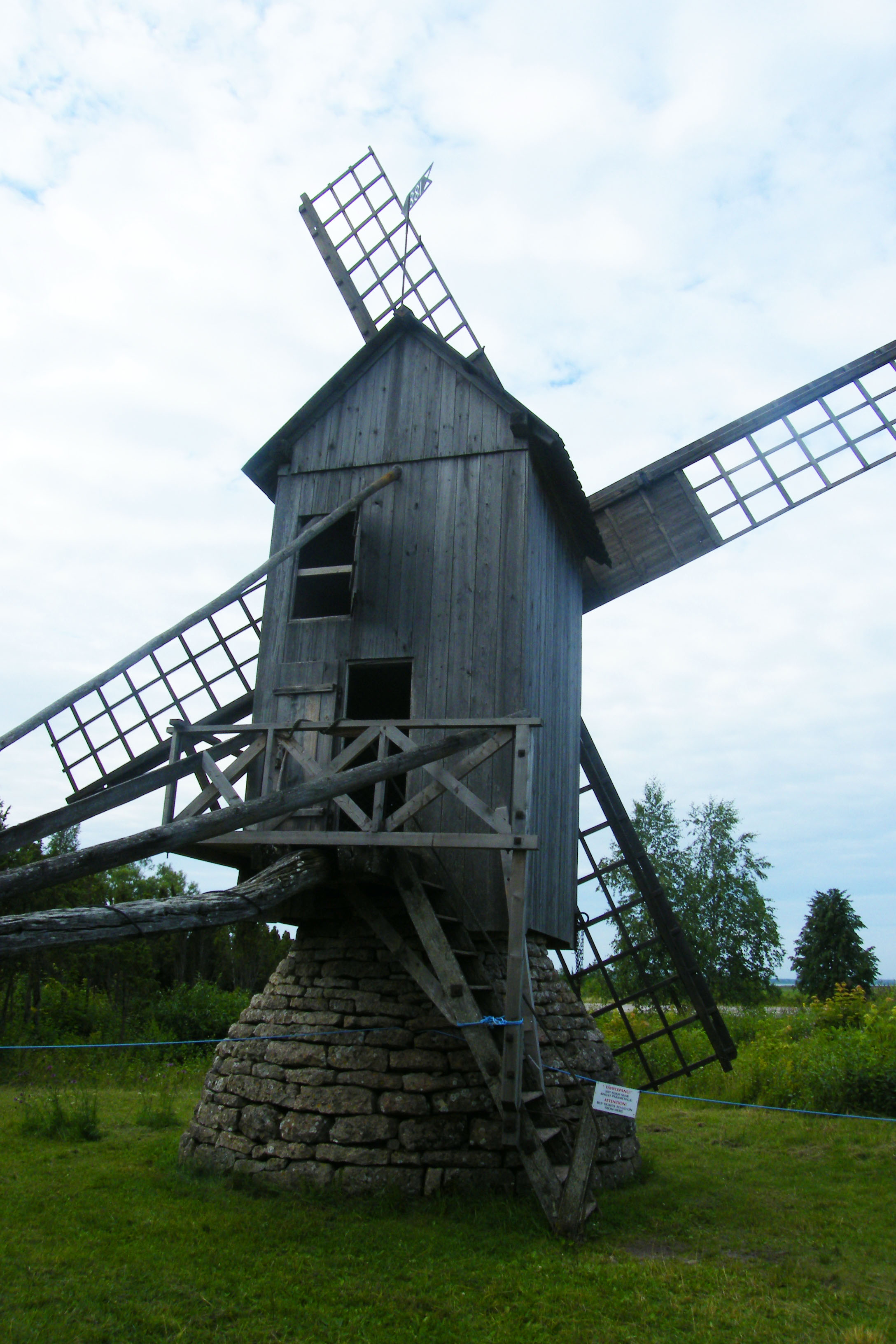
Windmühle in Linnuse

Linnuse ist ein Dorf (estnisch küla) auf der drittgrößten estnischen Insel Muhu. Es gehört zur gleichnamigen Landgemeinde (Muhu vald) im Kreis Saare (Saare maakond).
Der Ort hat 73 Einwohner (Stand 31. Dezember 2011). Er liegt an der Südwest-Küste der Insel Muhu.

## Windmühle
Sehenswürdigkeit des Ortes ist die Bockwindmühle von Eemu (Eemu tuulik). Sie wurden zu einem kleinen Museum umgestaltet und im Mai 1980 für Besucher geöffnet.